# Eaton (Ohio)
Eaton és una població dels Estats Units a l'estat d'Ohio. Segons el cens del 2000 tenia 8.133 habitants.

## Demografia
Segons el cens del 2000, Eaton tenia 8.133 habitants, 3.274 habitatges, i 2.183 famílies. La densitat de població era de 553,8 habitants per km².
Dels 3.274 habitatges en un 30,3% hi vivien nens de menys de 18 anys, en un 51,3% hi vivien parelles casades, en un 11,2% dones solteres, i en un 33,3% no eren unitats familiars. En el 29,1% dels habitatges hi vivien persones soles el 14% de les quals corresponia a persones de 65 anys o més que vivien soles. El nombre mitjà de persones vivint en cada habitatge era de 2,37 i el nombre mitjà de persones que vivien en cada família era de 2,89.
Per edats la població es repartia de la següent manera: un 24% tenia menys de 18 anys, un 8,7% entre 18 i 24, un 27,5% entre 25 i 44, un 21,6% de 45 a 60 i un 18,1% 65 anys o més.
L'edat mediana era de 38 anys. Per cada 100 dones de 18 o més anys hi havia 85,6 homes.
La renda mediana per habitatge era de 37.231 $ i la renda mediana per família de 42.241 $. Els homes tenien una renda mediana de 32.404 $ mentre que les dones 24.006 $. La renda per capita de la població era de 16.771 $. Aproximadament el 5,8% de les famílies i el 8,7% de la població estaven per davall del llindar de pobresa.

## Poblacions més properes
El següent diagrama mostra les poblacions més properes.